# ستنبارک
ستنبارک (به لهستانی:  Stębark) یک روستا در لهستان است که در گمینا گرونوالد واقع شده‌است. ستنبارک ۶۳۰ نفر جمعیت دارد.